# Бехтін Микола Васильович
Бехтін Микола Васильович (нар. 30 грудня 1896 — пом. 1983) — радянський інженер-будівельник, з 1956 року президент Академії будівництва і архітектури СРСР. Освіту здобував у Всесоюзній промакадемії (закінчив у 1936 році). Проводив наукову роботу в галузі гідротехнічного будівництва і фундаментів. Очолював Всесоюзний НДІ основ і фундаментів, працював на керівних посадах в Міністерстві будівництва СРСР. За роки німецько-радянської війни здійснив будівництво ряду важливих оборонних та промислових об'єктів. У післявоєнний час працював на будовах Донбасу та ряду міст Радянського Союзу. Нагороджений орденами Леніна, Червоного Прапора та іншими.